# Francis Ngannou
Francis Zavier Ngannou (Batié, Kamerun, 5. rujna 1986.) je kamerunsko-francuski MMA borac i boksač. Bio je prvak svijeta u UFC-u u teškoj kategoriji.
Ngannou je rođen i odrastao u selu Batié na Hauts-Plateauxu u Kamerunu. Nakon razvoda roditelja, kada je imao šest godina, nastavio je odrastati uz tetu. U dobi od 12 godina počeo je raditi u kamenolomu pijeska u Batiéu. Kao mladić uspio je odoljeti iskušenju da se pridruži bandama u svom selu.
U dobi od 22 godine, Ngannou je počeo trenirati boks uprkos nevoljkosti svoje obitelji. Nakon godinu dana, prekida trening zbog bolesti. U međuvremenu se bavio raznim sitnim poslovima kako bi spojio kraj s krajem, sve dok s 26 godina nije emigrirao u Pariz kako bi se profesionalno počeo baviti boksom. U početku nije imao novca ni prijatelja u Parizu i živio je kao beskućnik. Od kolovoza 2013. počeo je besplatno trenirati kod Didiera Carmonta. Kao poštovatelj Mikea Tysona, Ngannou se isprva želio razvijati kao boksač. Međutim, njegov trener ga je uveo u mješovite borilačke vještine (MMA).
Započeo je svoju karijeru u MMA-u u studenom 2013. i borio se u francuskim i europskim natjecanjima. Debitirao je s UFC-u (Ultimate Fighting Championship) u prosincu 2015.
Ngannou je 27. ožujka 2021. postao UFC prvak svijeta u teškoj kategoriji nokautiravši Stipu Miočića Amerikanca hrvatskoga porijekla u drugoj rundi. Prethodno je izgubio od Miočića 2018. godine. Dana, 23. siječnja 2022. Ngannou je uspješno obranio naslov protiv Francuza Ciryl Ganea. U Anaheimu ga je žiri jednoglasno proglasio pobjednikom nakon pet rundi.
U siječnju 2023. nije obnovio ugovor s UFC-om i stoga je napustio organizaciju, ostavljajući naslov upražnjenim. Vratio se 2024. godine.
U profesionalnom boksu, borio se protiv Tysona Furyja u Rijadu 28. listopada 2023. i tijesno izgubio odlukom sudaca. Borio se i protiv Anthony Joshue u Rijadu 8. ožujka 2024. i izgubio nokautom u 2. rundi.